# Romain Pourret
Pas d'image ? Cliquez ici

a Compétitions nationales et continentales officielles uniquement.

b Matchs officiels uniquement.
Romain Pourret, né le 15 juin 1990 à Aix-en-Provence, est un joueur français de rugby à XIII évoluant au poste de deuxième ligne ou de troisième ligne.

## Biographie
Il fait ses débuts à Carpentras avant de rejoindre en 2008 Avignon. Après dix ans dans ce dernier, il remporte la Coupe de France en 2013 et le Championnat de France en 2018. Enfin, il connaît une sélection avec l'équipe de France contre la Serbie à la fin de 2018.
En 2021, dans le cadre d'une rencontre de préparation des Dragons Catalans, il est sélectionné dans le XIII du Président réunissant les meilleurs éléments du Championnat de France.

## Palmarès
- Collectif :
  - Vainqueur du Championnat de France : 2018 (Avignon).
  - Vainqueur de la Coupe de France : 2013 (Avignon).

### Détails en sélection
| 1. | 7 octobre 2018 | Serbie | 54-2 | Amical | Remplaçant | 0 | 0 | 0 | 0 |

#### En club
| Saison    | Club       | Compétition           | Matchs | Points | Essais | Goals | Drops |
| --------- | ---------- | --------------------- | ------ | ------ | ------ | ----- | ----- |
| 2007-2008 | Carpentras | Championnat de France | 2      | -      | -      | -     | -     |
| 2008-2009 | Avignon    | Championnat de France | 12     | 12     | 3      | -     | -     |
| 2009-2010 | Avignon    | Championnat de France | 10     | -      | -      | -     | -     |
| 2010-2011 | Avignon    | Championnat de France | 18     | 16     | 4      | -     | -     |
| 2011-2012 | Avignon    | Championnat de France | 12     | 4      | 1      | -     | -     |
| 2012-2013 | Avignon    | Championnat de France | 16     | 16     | 4      | -     | -     |
| 2013-2014 | Avignon    | Championnat de France | 13     | 4      | 1      | -     | -     |
| 2014-2015 | Avignon    | Championnat de France | 18     | 24     | 6      | -     | -     |
| 2015-2016 | Avignon    | Championnat de France | 17     | 8      | 2      | -     | -     |
| 2016-2017 | Avignon    | Championnat de France | 21     | 56     | 14     | -     | -     |
| 2017-2018 | Avignon    | Championnat de France | 18     | 52     | 13     | -     | -     |
| 2018-2019 | Avignon    | Championnat de France | 18     | 28     | 7      | -     | -     |
| 2019-2020 | Avignon    | Championnat de France | 6      | 4      | 1      | -     | -     |
| 2020-2021 | Avignon    | Championnat de France | 11     | 12     | 3      | -     | -     |